# Colored Sands
Colored Sands è il quinto album in studio del gruppo death metal canadese Gorguts, pubblicato nel 2013 dalla Season of Mist.

## Tracce
1. Le Toit du Monde – 6:33
2. An Ocean of Wisdom – 7:21
3. Forgotten Arrows – 5:41
4. Colored Sands – 7:55
5. The Battle of Chamdo (instrumental) – 4:43
6. Enemies of Compassion – 7:03
7. Ember's Voice – 6:48
8. Absconders – 9:09
9. Reduced to Silence – 7:38

## Formazione
- Luc Lemay – voce, chitarra
- Kevin Hufnagel – chitarra
- Colin Marston – basso
- John Longstreth – batteria